# O Pequeno Exército Louco
O Pequeno Exército Louco é um documentário brasileiro de 1984 dirigido por Lúcia Murat, a partir da guerra civil na Nicarágua e a presença norte-americana no país, desde a década de 30.
O documentário destaca o 19 de julho de 1980, dia da entrada dos sandinistas em Manágua.

## Produção
O projeto foi desenvolvido no Rio de Janeiro - RJ. O material original foi gravado em 16mm, colorido, possui 572 metros, no formato de 24 quadros por segundo.  O documentário contou com a assistência da produtora de filmes e vídeos Taiga Filmes, cuja dona é Lúcia Murat. 

## Contexto histórico
A Nicarágua, ao longo de seu curso colonial, teve sua economia voltada à agroexportação. Por volta do século XIX, devido às mudanças e transformações que o ambiente colonial sofreu. Os nicaraguenses traçaram seu processo de independência. Em 1821 atingiram a autonomia e o conflito que variava entre liberais e conservadores acabou transformando a região nicaraguense em um Estado independente.
A rivalidade entre liberais e conservadores fizeram da Nicarágua um exemplo da fragilidade política concebida após os procedimentos de independência da América Colonial. O desgaste provocado pelos vários conflitos civis, entre os anos de 1856 e 1857, permitiu que o britânico William Walker liderasse rapidamente a Nicarágua. Os entraves políticos permaneceram e foram nitidamente marcadas pela intervenção política britânica e norte-americana.
Após a dominância política perdurar quase todo o século XIX, os liberais nicaraguenses atingiram o poder com a moção de modernizar as práticas e instituições políticas do país. Em 1893, durante o governo de José Santos Zelaya, foi assinada uma nova constituição com o proposito de superar os entraves que atravancavam a superação dos problemas nacionais. Nesse panorama, os Estados Unidos sentiram-se ameaçados e interferiram no país, passaram a controlar suas ferrovias, o Banco Central e a alfândega.
Até 1920, os diversos incidentes políticos da Nicarágua foram acompanhados de perto pelas autoridades políticas norte-americanas. Quando julgava necessário, os EUA enviavam tropas de mariners para anular o resultado de uma eleição e regularizar a ascensão de um líder envolvido com seus interesses econômicos.

## Prêmios
- Melhor Filme no Rio-Cine Festival, 1, 1985, RJ. [6]